# Конт (Приморские Альпы)
Конт (фр. Contes) — коммуна на юго-востоке Франции в регионе Прованс — Альпы — Лазурный берег, департамент Приморские Альпы, округ Ницца, кантон Конт.
Площадь коммуны — 19,47 км², население — 6828 человек (2006) с тенденцией к росту: 7187 человек (2012), плотность населения — 369,1 чел/км².

## Население
Население коммуны в 2011 году составляло — 7095 человек, а в 2012 году — 7187 человек.
| 1962 | 1968 | 1975 | 1982 | 1990 | 1999 | 2006 | 2008 | 2011 | 2012 |
| ---- | ---- | ---- | ---- | ---- | ---- | ---- | ---- | ---- | ---- |
| 2876 | 3458 | 4123 | 4941 | 5867 | 6551 | 6828 | 6909 | 7095 | 7187 |

Динамика численности населения:

## Экономика
В 2010 году из 4347 человек трудоспособного возраста (от 15 до 64 лет) 3210 были экономически активными, 1137 — неактивными (показатель активности 73,8 %, в 1999 году — 70,9 %). Из 3210 активных трудоспособных жителей работали 3035 человек (1592 мужчины и 1443 женщины), 175 числились безработными (77 мужчин и 98 женщин). Среди 1137 трудоспособных неактивных граждан 391 были учениками либо студентами, 417 — пенсионерами, а ещё 329 — были неактивны в силу других причин.
На протяжении 2010 года в коммуне числилось 2609 облагаемых налогом домохозяйств, в которых проживало 6550,0 человек. При этом медиана доходов составила 21 тысяча 258 евро на одного налогоплательщика.

## Достопримечательности (фотогалерея)

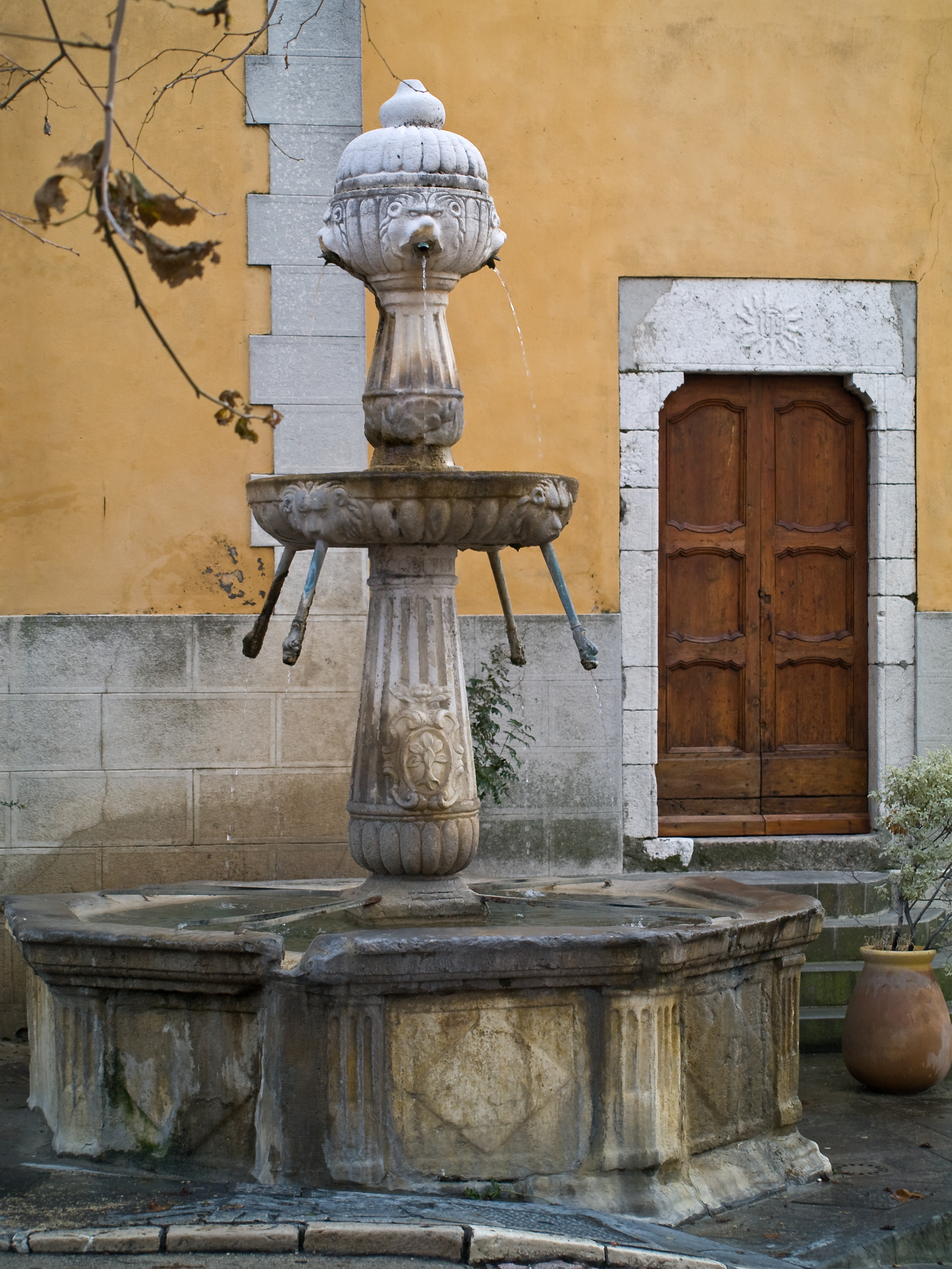
Фонтан
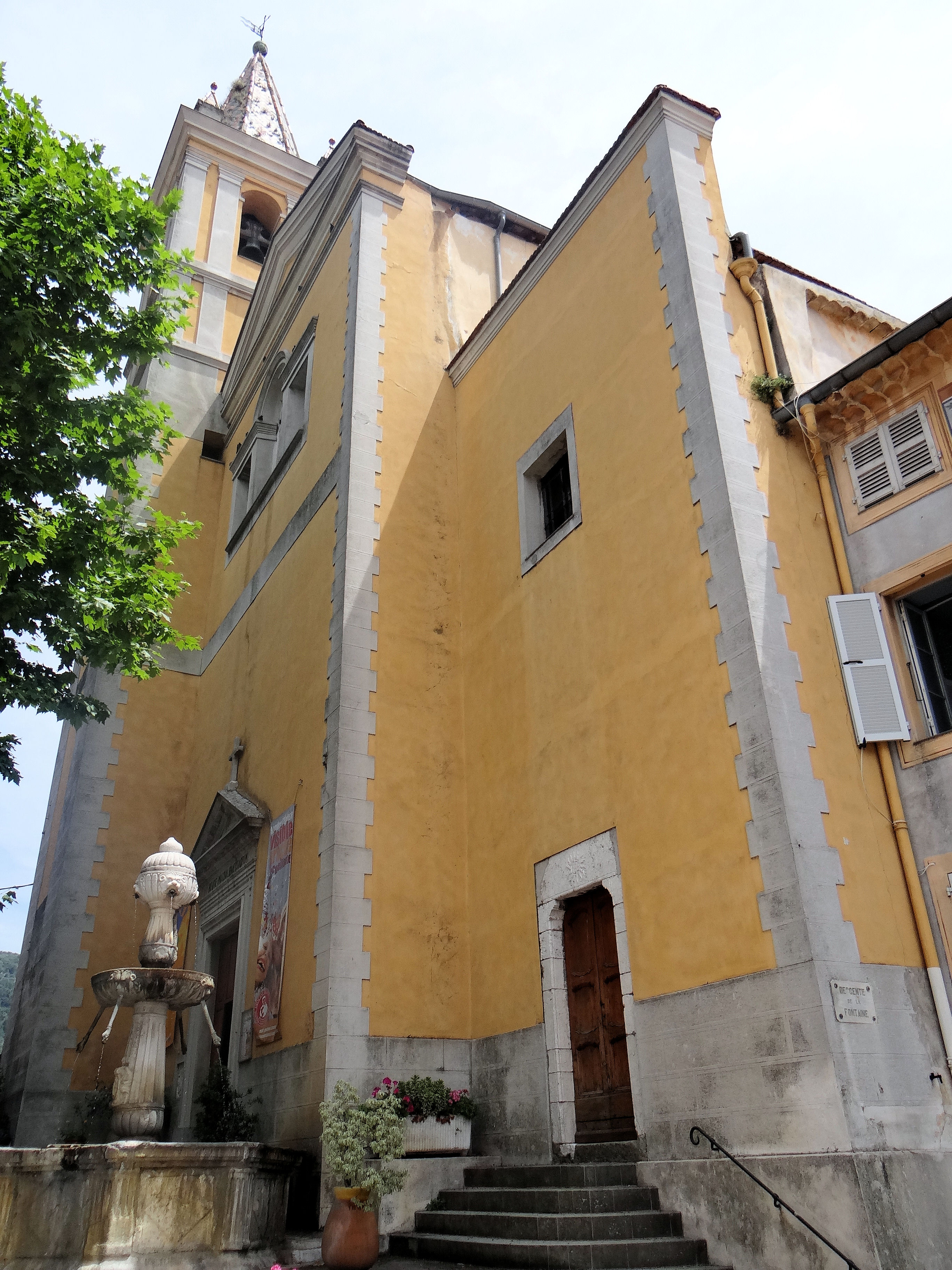
Церковь Санта-Марии-Магдалины
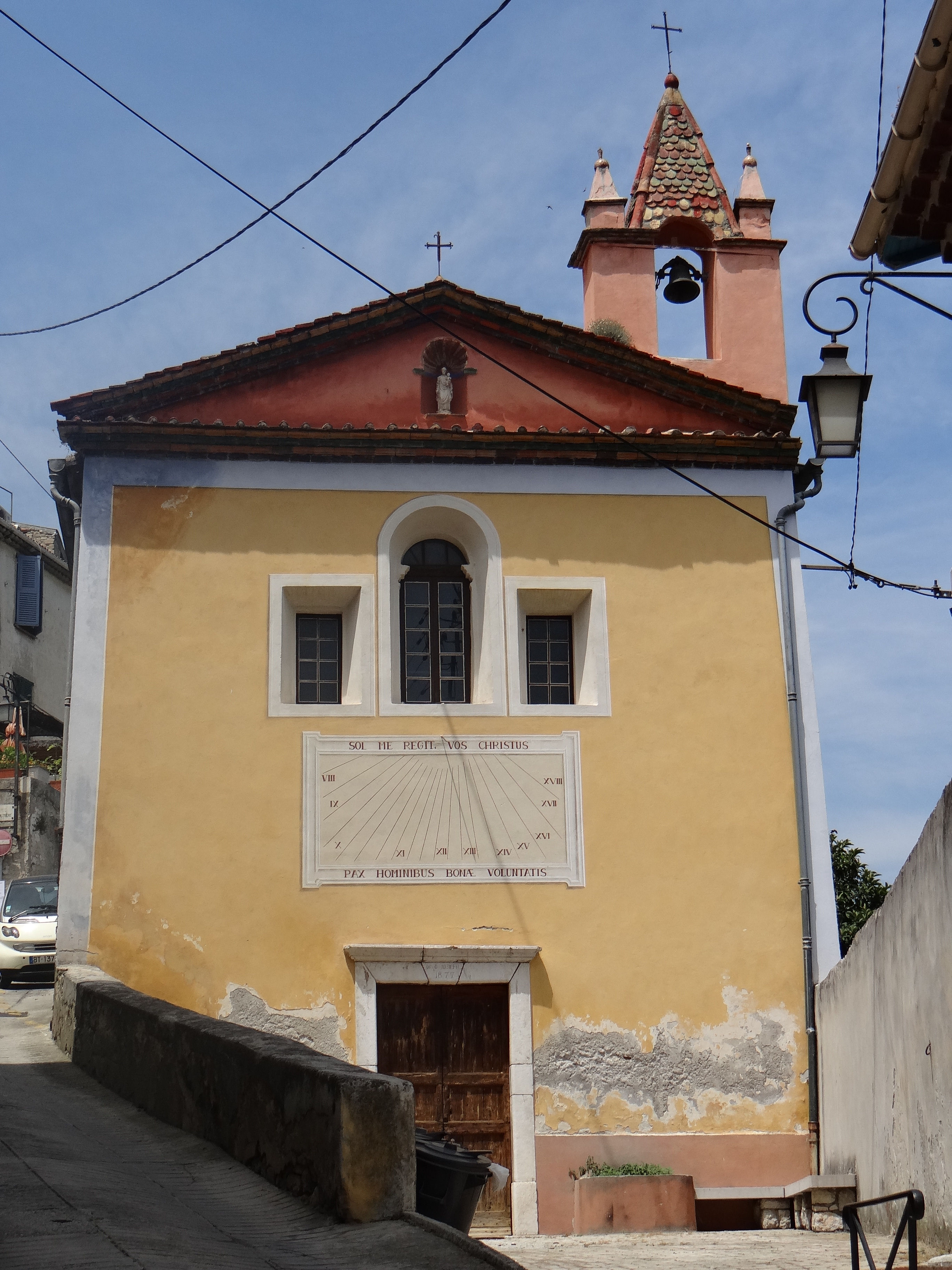
Часовня Сент-Жозеф-де-ла-Мизерикорд